# Baobab africà
El baobab africà (Adansonia digitata) és un arbre de la família malvàcia i és el baobab més estès del gènere Adansonia al continent africà. Es troba a les regions àrides i seques de l'Àfrica subsahariana i també a les sabanes de l'Àfrica intertropical. Alguns individus poden viure per sobre dels mil anys, i se sospita d'espècimens que han viscut més de 2.000 anys. Etimològicament Adansonia prové del gènere dedicat al naturalista francès Michel Adanson (1727–1806), i l'epítet específic digitata es refereix als cinc folíols semblants als dits d'una mà.

## Descripció morfològica
És un arbre que ateny fins a 20 m d'alçària, de tronc extremadament gruixut (fins a 15 m de diàmetre) i que pot acumular grans reserves d'aigua durant l'època de les pluges. Té fulles palmaticompostes, caduques en arribar la temporada seca, i grans flors blanques, sobre uns llargs pedicels. Aquestes flors tenen una antesi nocturna i són generalment pol·linitzades pel ratpenat Eidolon helvum. Els fruits són molt allargats (fins a 45 cm), amb la polpa farinosa i comestible (d'aquí prové el nom popular de "pa de simi").

## Usos
Se n'aprofiten els fruits i fins a les fulles per a l'alimentació, i també se'n fan objecte d'adoració. La fusta, molt lleugera, és emprada en la fabricació de paper, i l'escorça, que dona una fibra d'una gran resistència, és utilitzada per a preparar tisanes.
En medicina s'usen les llavors amb què es prepara l'oli de baobab, que conté grans quantitats d'àcids grassos (àcid linoleic, palmític i oleic) usats com a antioxidants naturals en cosmètica. La polpa dels fruits de baobabs contenen moltes proteïnes, minerals i vitamines amb contingut de vitamina C sis vegades més alt que el que conté la taronja.

## Galeria de fotografies

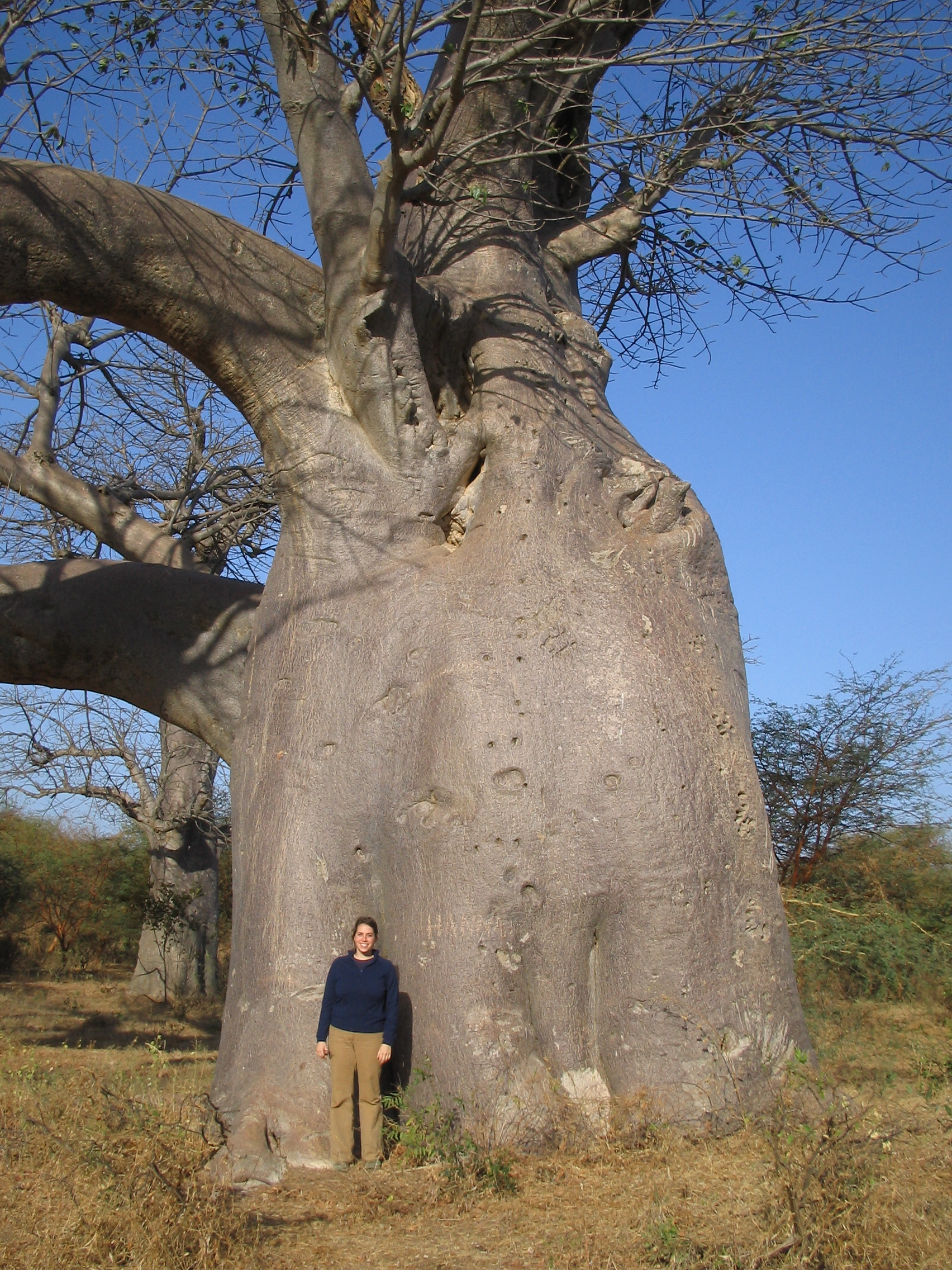
Tronc
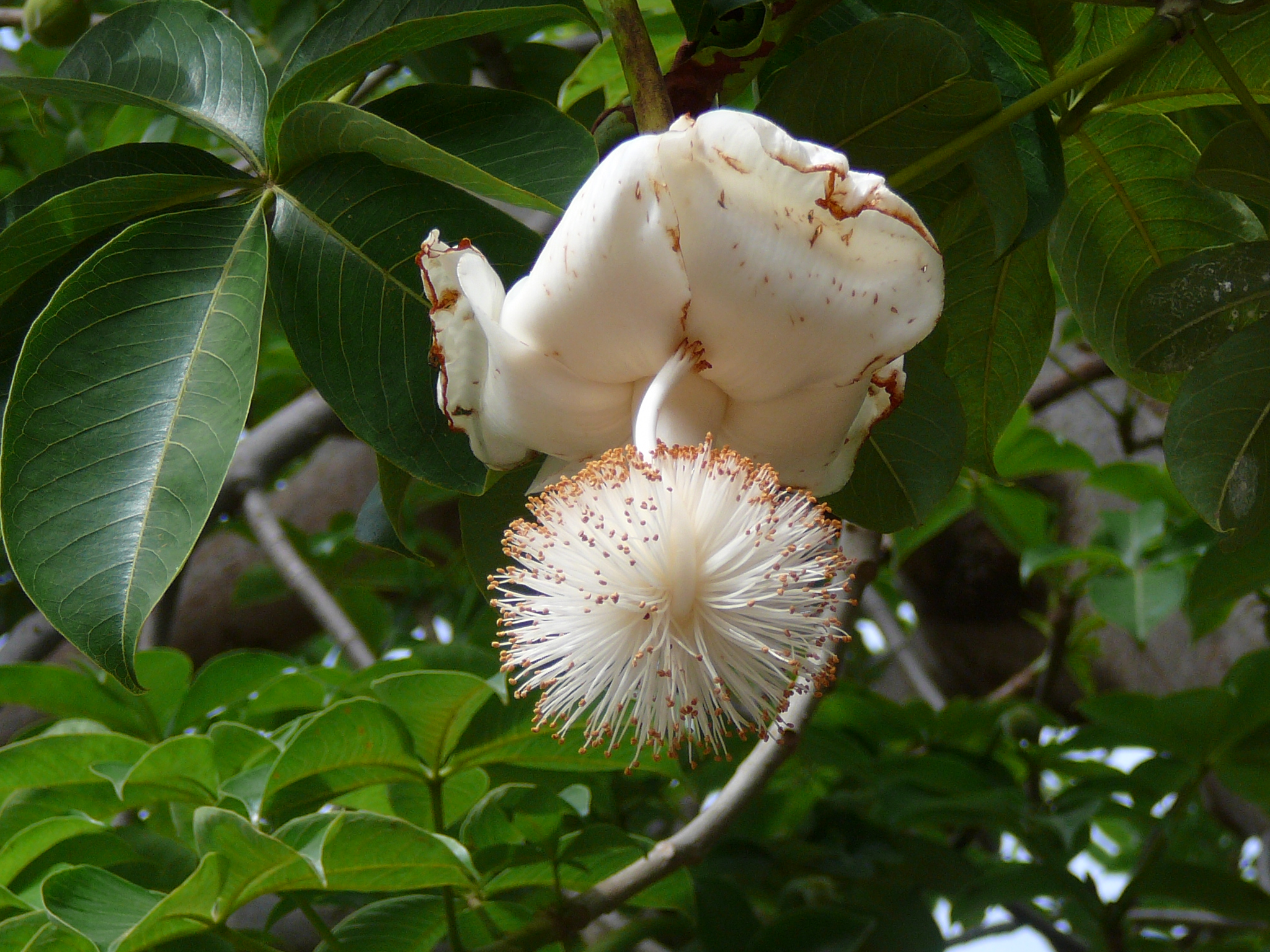
Flor
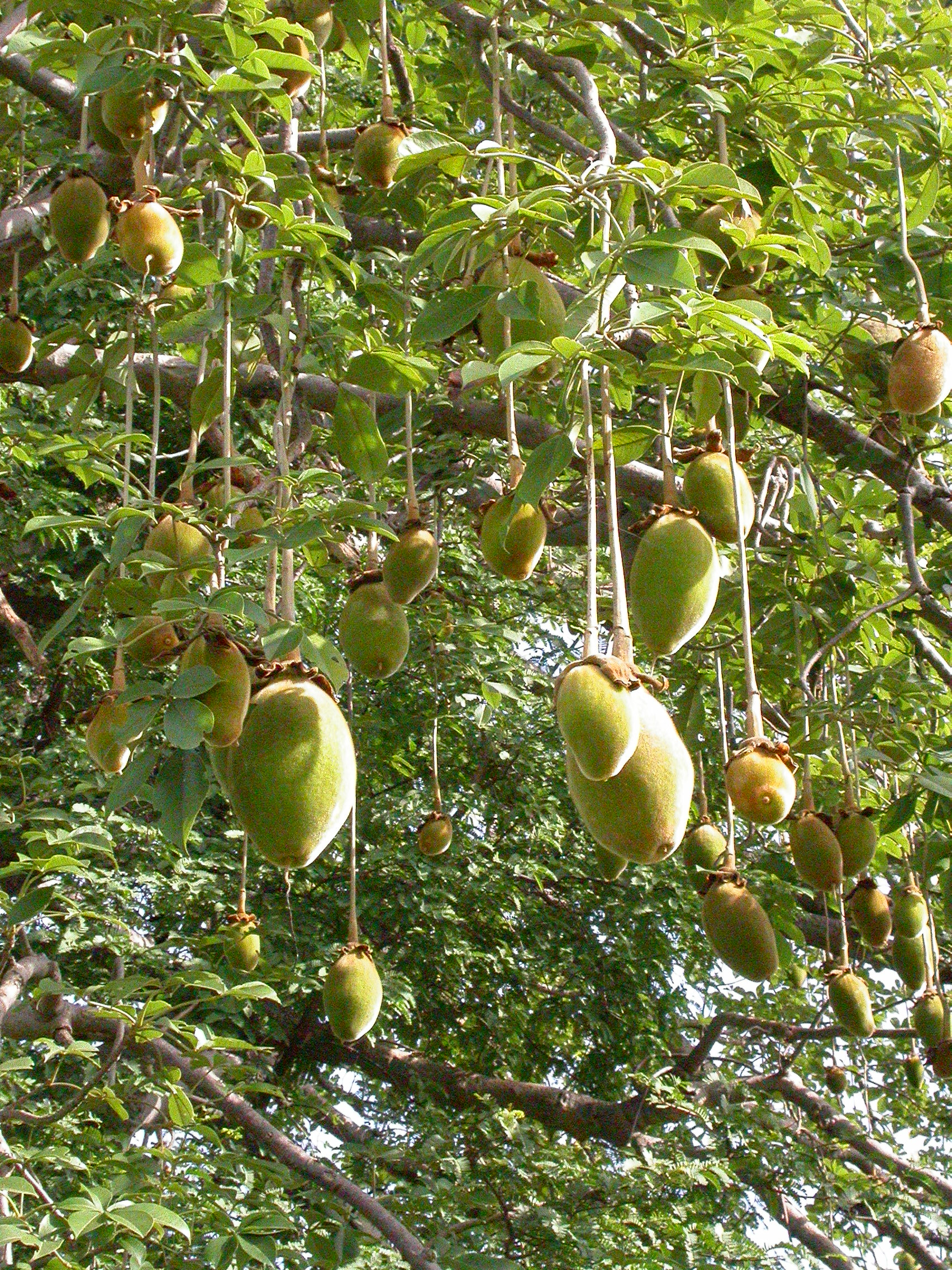
Fruit
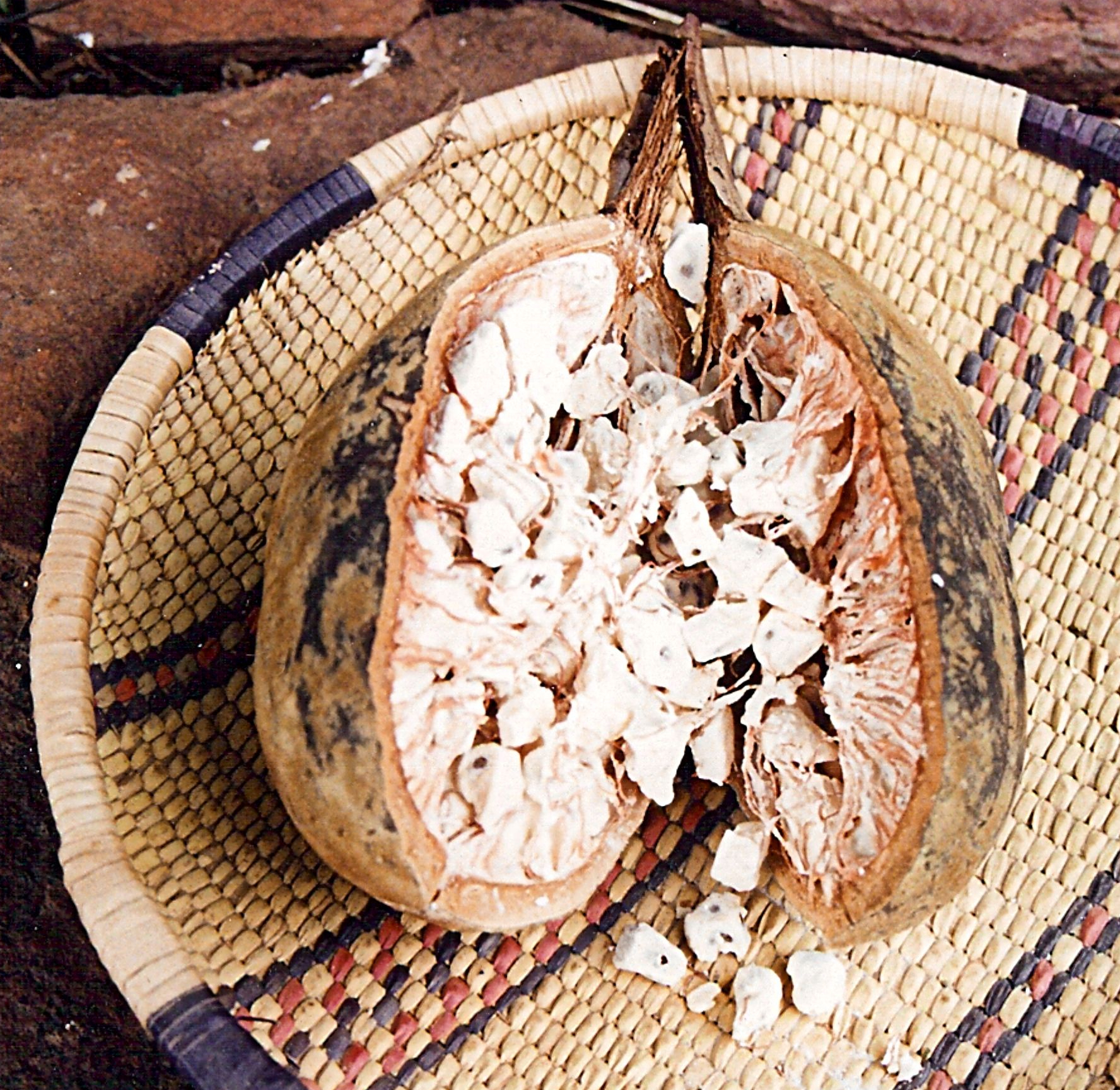
Fruit obert